# Romantisme russe en peinture
Le romantisme russe en peinture est l'expression en Russie, dans le monde pictural, du mouvement culturel romantique apparu en Allemagne et en Angleterre à la fin du XVIIIe siècle. Ce romantisme en Russie a notamment ceci de particulier qu'il gravite, dans le domaine de la peinture surtout, autour de la ville de Rome et qu'il est resté en dehors des frontières russes durant son développement. À cette époque, Rome tend à se substituer à Paris comme capitale de l'art russe. La capitale italienne semble plus à l'abri des révolutions et inquiète moins les tsars autocrates qui y font envoyer des pensionnaires. Elle devient la seconde patrie de nombreux artistes russes qui y forment une colonie d'artistes : Oreste Kiprensky (mort à Rome en 1836), Sylvestre Chtchedrine (mort à Sorrente en 1830), Karl Brioullov (mort à Rome en 1852), Alexandre Ivanov qui réside à Rome durant 28 ans de 1831 à 1858, Fiodor Matveïev (mort en Italie en 1826). Ces peintres russes rencontrent en Italie les peintres allemands du mouvement nazaréen également rattachés au romantisme et qui se sont installés à Rome à partir de 1810. Un autre groupe de peintres paysagers regroupés dans l'École du Pausilippe, et où l'on retrouve des peintres russes tels que Sylvestre Chtchedrine, va plonger des racines profondes du romantisme en Russie, notamment dans ses aspects néo-classiques,. En 1846, le poète et esthète Nestor Koukolnik affirme que la peinture russe est pratiquement devenue un prolongement de l'école italienne. Les deux groupes de peintres russes et allemands étaient également intéressés par les modèles italiens en vogue à cette époque et réputées pour leur beauté, telle que Vittoria Caldoni.

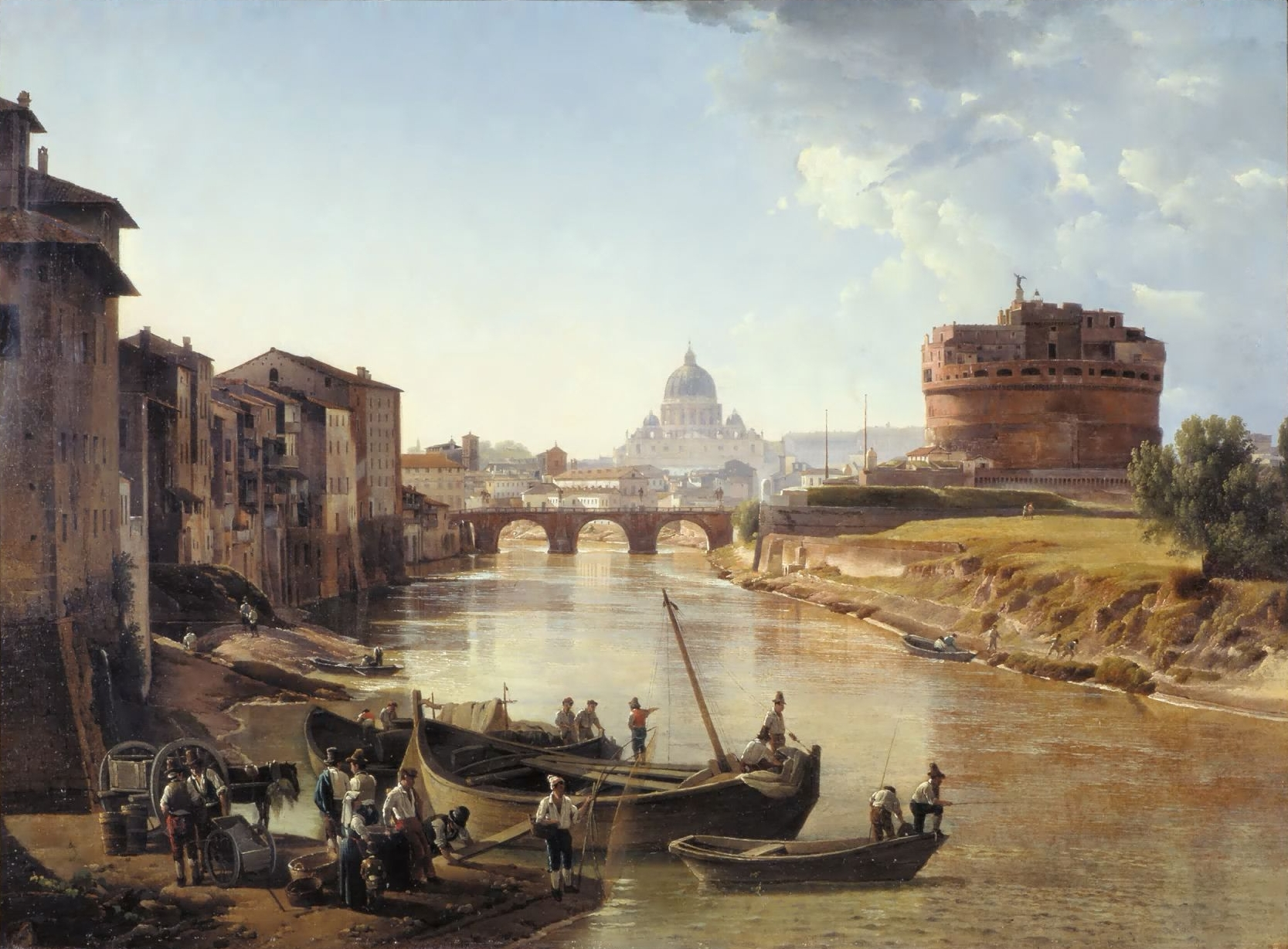
Sylvestre Chtchedrine, La nouvelle Rome. Le Château Saint-Ange (1821-1825)
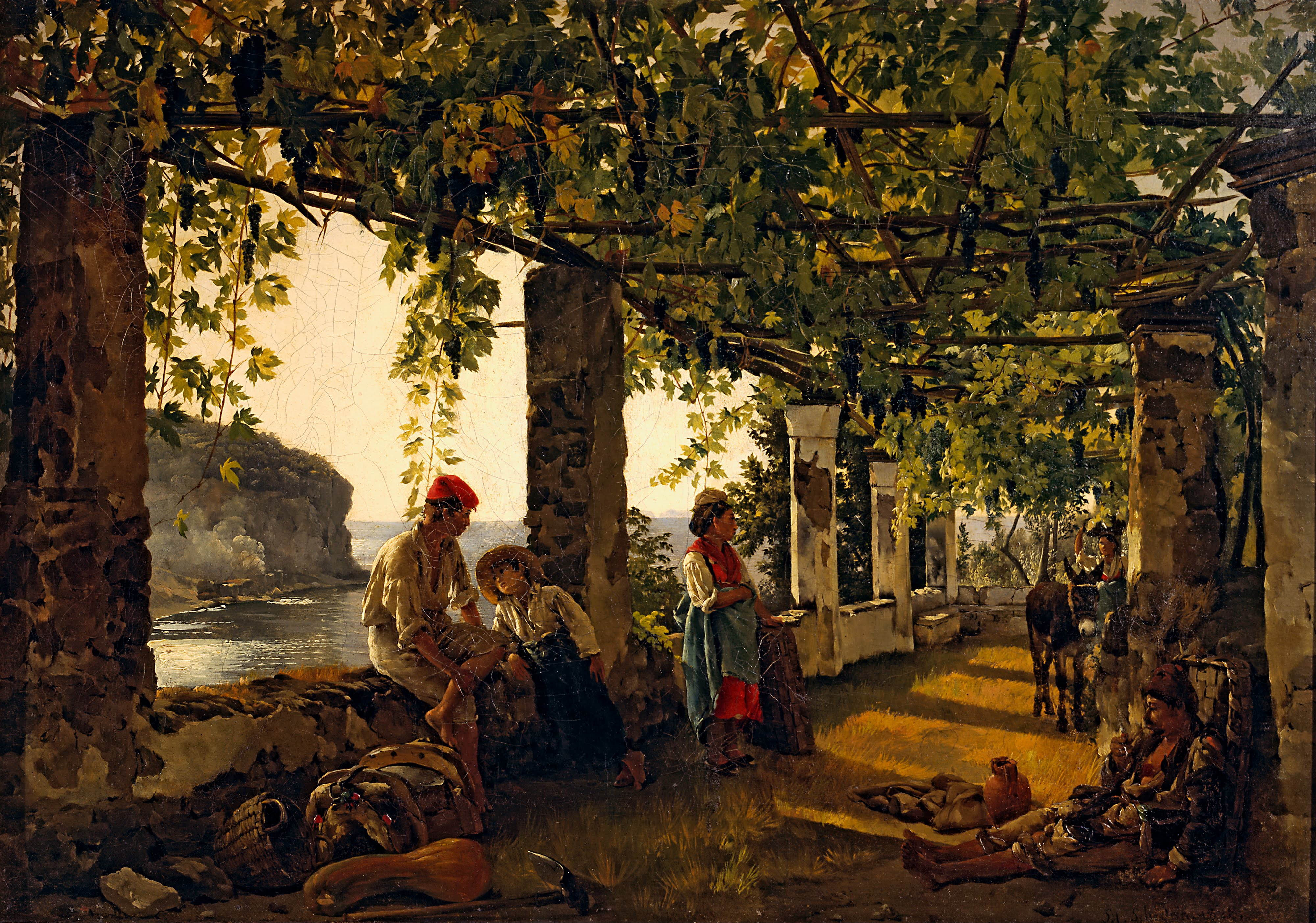
Silvestre Chtchedrine,Véranda couverte d'une vigne (1828)

## Peinture de portrait
Au début du XIXe siècle, l'influence du romantisme commence à se faire sentir en Russie dans la peinture de portrait. Les peintres s'expriment plus librement et le genre de l'autoportrait se développe. Le romantisme met l'accent sur l'individu et l'instrument d'introspection qu'est l'autoportrait lui convenait donc parfaitement. En mettant l'accent sur le visage pour focaliser l'attention sur lui, on accorde moins d'importance aux vêtements. Les fonds de tableaux sont de plus en plus neutres pour les mêmes raisons. Le portraitiste Vladimir Borovikovski est, selon René Huyghe, un des peintres qui annonce le romantisme dans la peinture russe. Oreste Kiprensky est un autre peintre portraitiste majeur au sein du mouvement romantique. Les portraits de Karl Brioullov Matin italien et Midi italien sont des portraits intimes parmi les plus séduisants de la période romantique russe .    
|                                        |
| Oreste Kiprensky, Autoportrait (1828 ) |

|                                                            |
| Vladimir Borovikovski, Portrait de Maria Lopoukhina (1797) |

## Peinture de genre
Le domaine artistique qui traduit le vrai tempérament russe est la peinture de genre dont Alexeï Venetsianov est, selon René Huyghe, le meilleur représentant dans la période romantique. 

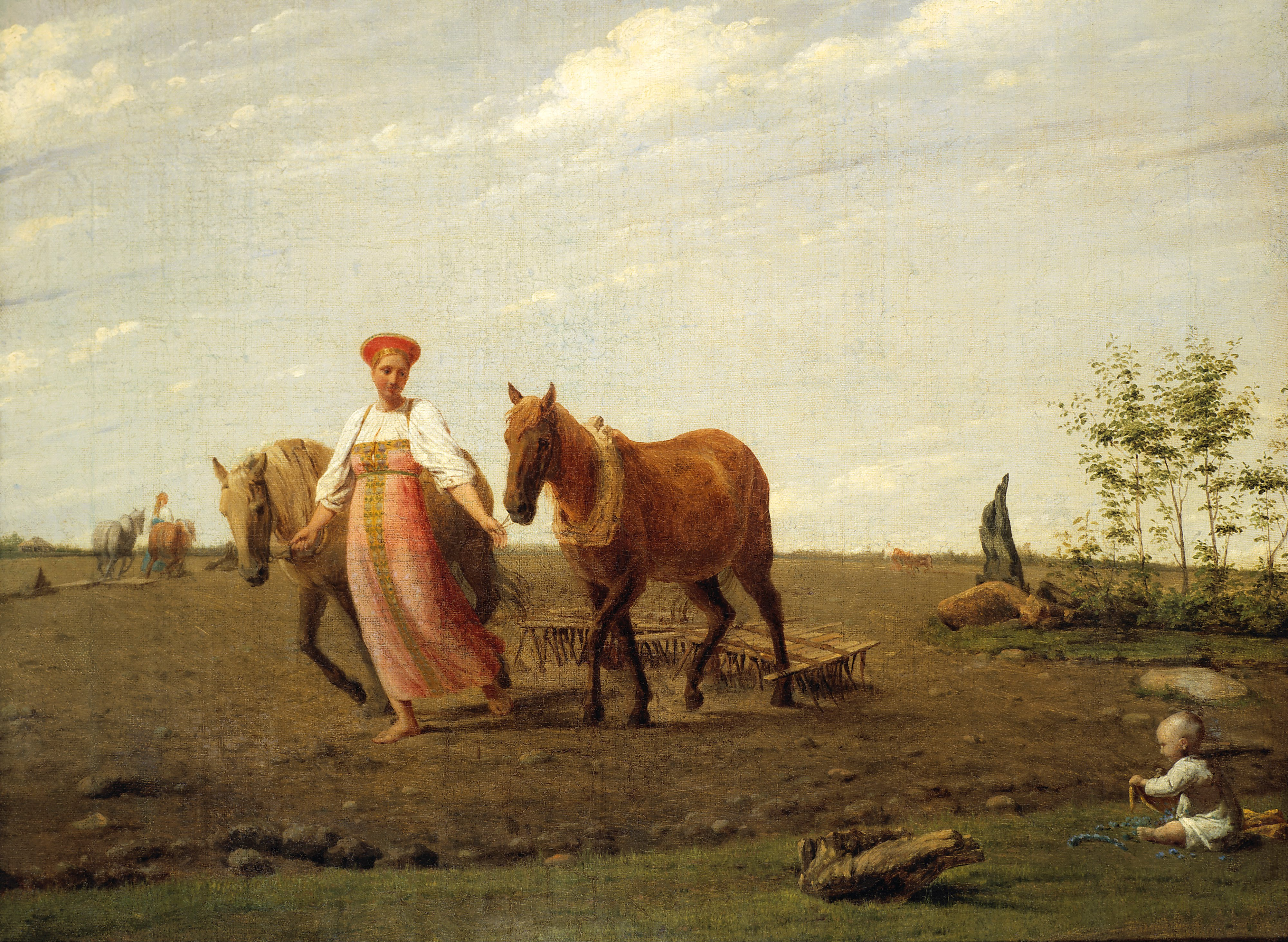
Alexeï Venetsianov, Au labour. Le Printemps (1820)

## La peinture de paysage
Le peintre russe d'origine arménienne Ivan Aïvazovski est un des plus populaires et prolifiques de son temps. Une des toiles les plus célèbres est celle de la neuvième vague. L'œuvre porte la marque du romantisme russe : la puissance de la nature est rendue par le ciel et la mer en mouvement. À l'avant-plan, les survivants d'un naufrage personnalisent le destin et les peurs des hommes. 

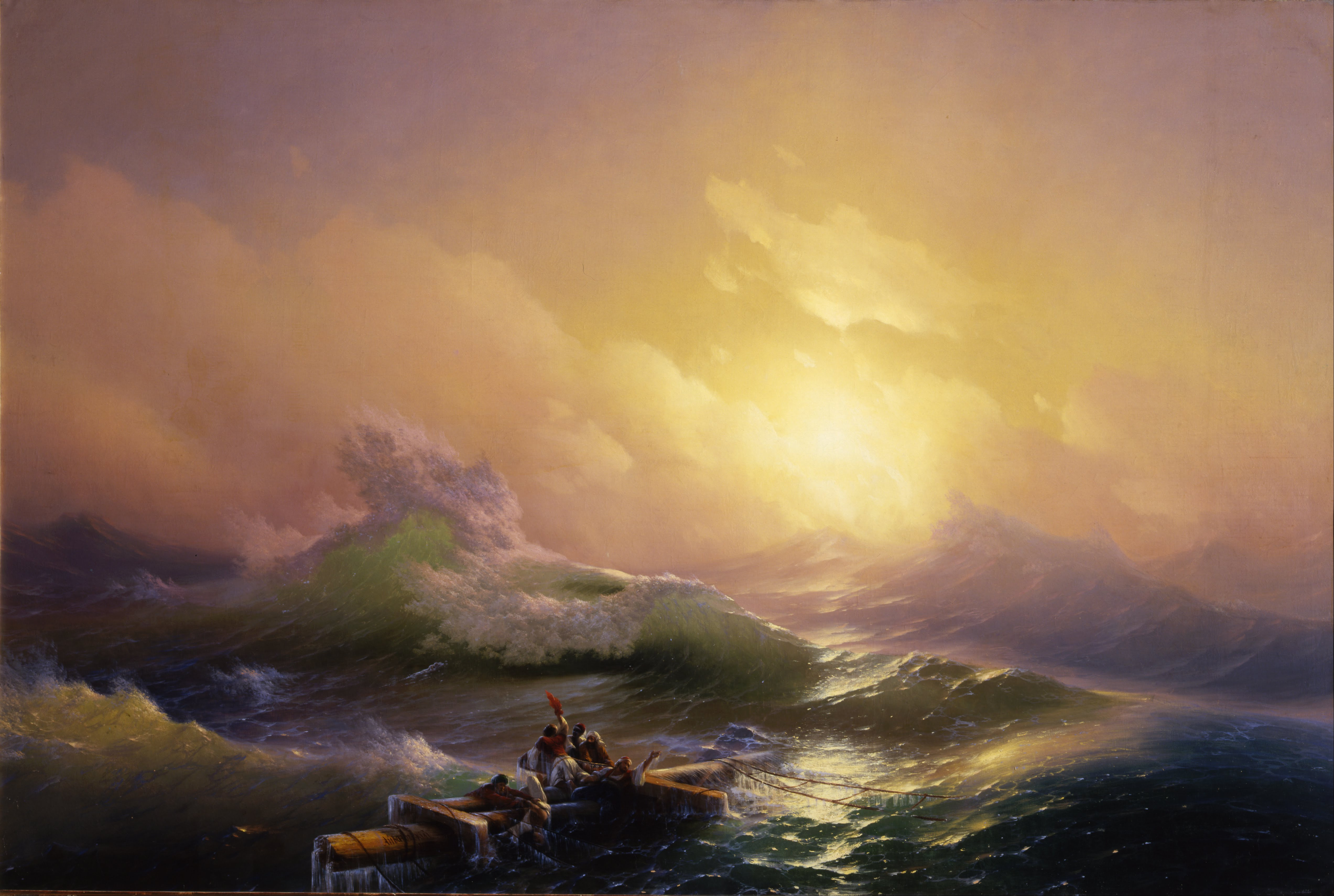
Ivan Aïvazovski, La Neuvième Vague (1850)

## Peinture historique et religieuse
L'historien René Huyghe se pose la question de savoir s'il faut considérer comme des romantiques russes Karl Brioullov et Alexandre Ivanov, qui se sont tous deux illustrés notamment dans la peinture historique, la peinture religieuse. Ils sont en tout cas tous les deux dépendants de l'enseignement de l'Occident. Tous deux sont aussi captifs d'un pathétique déclamatoire, théâtral, grandiloquent : Karl Brioullov, dans son tableau historique Le Dernier Jour de Pompéi, et Alexandre Ivanov dans L'Apparition du Christ au peuple. Pour Huyghe, l'art d'Ivanov n'est pas à proprement parler romantique parce qu'il souffrait de l'impossibilité d'insuffler la vie à ses monuments et reconstitutions. Par contre, la personnalité du peintre Ivanov est sans conteste romantique, reprend Huyghe : il l'est « dans ses aspirations démesurées, dans sa douloureuse impuissance, un frère de La Recherche de l'absolu, un étrange héros des Contes d'Hoffmann ». 
|                                                         |
| Karl Brioullov, Le Dernier Jour de Pompéi (1830 - 1833) |

|                                                                |
| Alexandre Ivanov, L'Apparition du Christ au peuple (1837-1857) |

L'historien Louis Réau, quant à lui, décrit attentivement la démarche d'Ivanov vers 1850, quelques années avant sa mort : Ivanov abandonne tout académisme et réalise des esquisses sur des Scènes de l'Histoire sainte, dans lesquelles il crée librement en dehors de toute convention. C'est pour Réau le chef-d'œuvre d'Ivanov et l'une des œuvres les plus remarquables de l'art européen sur des sujets bibliques. Mais son académisme romantique n'enfonce pas ses racines dans le sol russe lui non plus.    

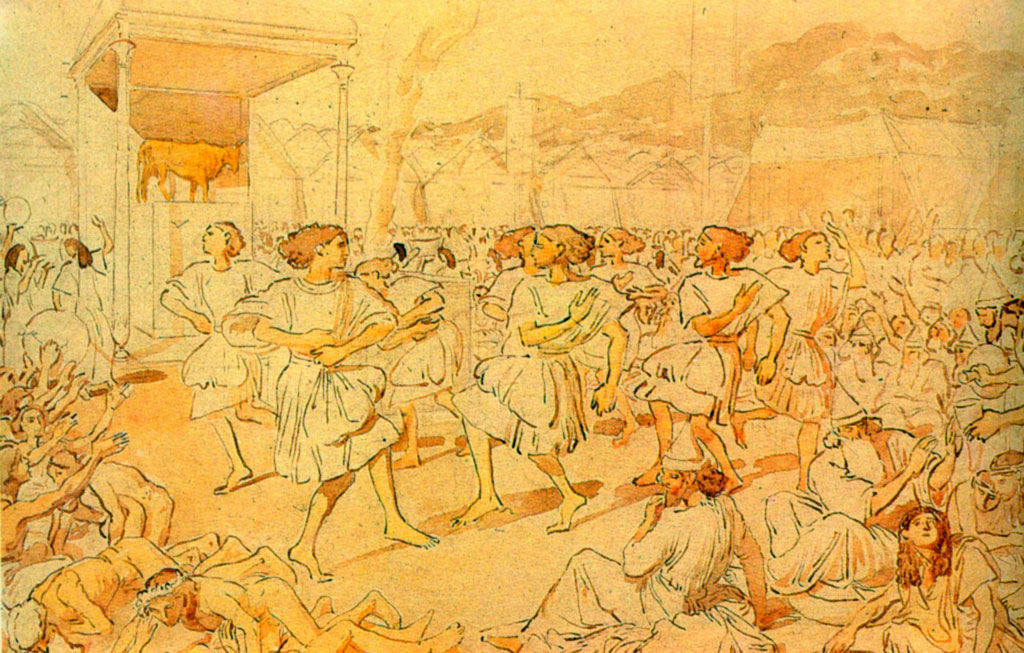
Alexandre Ivanov, L'adoration du veau d'or